# Zig et Puce
Zig et Puce è una serie a fumetti francese creata Alain Saint-Ogan nel 1925 e pubblicata per la prima volta sulla rivista Dimanche Illustré. Venne realizzata dal suo autore, considerato un dei padri del fumetto francese, fino al 1963. Nota per essere stata la prima serie francese a usare regolarmente i balloon. Uno dei personaggi della serie, il pinguino Alfred, è poi stato scelto come emblema del Festival internazionale dei fumetti di Angoulême.

## Storia editoriale
Esordì nel 1925 sulla rivista Dimanche Illustré realizzata sempre dal suo autore fino al 1963, quando venne ripresa fino al 1969 da Greg per il settimanale Tintin. La serie venne raccolta in ventotto albi pubblicati dal 1927.

## Personaggi
I protagonisti della serie, Zig e Puce, in Italia Tip e Top, sono due ragazzi che vivono storie avventurose in compagnia di un pinguino di nome Alfred incontrato dai due in un viaggio al Polo Nord durante un loro viaggio attorno al mondo.

## Elenco dei volumi
Alain Saint-Ogan
1. Zig et Puce, 1927.
2. Zig et Puce millionnaires, 1928.
3. Zig, Puce et Alfred, 1929.
4. Zig et Puce à New-York, 1930.
5. Zig et Puce cherchent Dolly, 1931.
6. Zig et Puce aux Indes, 1932.
7. Zig, Puce et Furette, 1933.
8. Zig, Puce et la petite princesse, 1933.
9. Zig et Puce au XXI siècle, 1935.
10. Zig et Puce Ministres, 1938.
11. Zig et Puce et le Professeur Médor, 1941.
12. Revoilà Zig et Puce, 1947.
13. Zig et Puce et l’homme invisible, 1949.
14. Zig et Puce et le complot, 1950.
15. Zig et Puce et le cirque, 1951.
16. Zig et Puce en Éthiopie, 1952.
17. Zig et Puce sur Vénus, 2000.
18. Zig, Puce, Nénette et la baronne Truffe, 2001.

Greg
1. Le voleur fantôme, 1965.
2. S.O.S. “Sheila”, 1966.
3. Prototype Zéro-Zéro, 1967.
4. La pierre qui vole, 1968.
5. Les frais de la princesse, 1970.
6. Zig et Puce contre le légume boulimique.